# Соре, Эмиль
Эми́ль Соре́ (фр. Émile Sauret; 22 мая 1852, Дён-ле-Руа, Франция — 12 февраля 1920, Лондон) — французский скрипач, композитор и музыкальный педагог.

## Биография
Родился 22 мая 1852 года в Дён-ле-Руа (Франция) в семье тромбониста и музыкального педагога Франсуа Соре.
С шести лет учился игре на скрипке в Страсбургской консерватории, где преподавал его отец, у Симона Шведерле, а затем стал учеником Анри Вьётана и Генрика Венявского. Уже с восьми лет скрипач-вундеркинд начал публичные выступления, 14 лет гастролировал по Франции, Италии, Австрии, Англии и Германии. В 1870 году он начал изучать композицию у Саломона Ядассона в Лейпцигской консерватории.
В 1872 году совершил свой первый концертный тур по Соединенным Штатам Америки; вместе с ним исполнял сонаты Ференц Лист. В 1880-х годах концертировал также в России.
В 1880—1881 годах он преподавал в берлинской Новой Академии музыки, основанной Теодором Куллаком. В 1890 году он стал преемником Проспера Сэнтона — профессором лондонской Королевской академии музыки. В 1903—1906 годах преподавал в «Чикагском музыкальном колледже», затем в Женеве, пока, наконец, не переехал в Лондон, где преподавал в Trinity College London (англ.).
Был первым исполнителем посвящённого ему скрипичного концерта Морица Мошковского (1883).
Написал два скрипичных концерта, серенаду для скрипки с оркестром, сонату для скрипки и фортепиано, сборник этюдов «Gradus ad Parnassum» (1894) и др. Известностью пользуется каденция Соре к Первому скрипичному концерту Николо Паганини.
Среди его учеников Тур Аулин, Ян Гамбург, Марджори Хейворд, Лейла Уодделл. К нему приезжал учиться Н. В. Галкин.
Умер в Лондоне 12 февраля 1920 года.
В 1873 году женился на пианистке Терезе Карреньо, от которой у него родилась дочь Эмилита. Брак продлился до 1875 года; в 1879 году он женился повторно.
Его брат Огюст (1840—1890) был пианистом.